# Фирузе Вокшури
Фирузе Вокшури (род. 7 августа 1948, Тегеран, Иран) — иорданская принцесса иранского происхождения.

## Брак
Она была замужем за иорданским принцем Аземом ибн Наифом (двоюродным братом короля Хусейна), за которого она вышла в 1974 году. Они развелись в 1985 году. Носила титул Её Королевского Высочества Принцесса Фирузе Асем Иорданская с момента замужества до мая 2004 года, когда она потеряла право на обращение Королевское высочество по указу короля Абдаллы II из-за её повторного брака. Правильная форма обращения теперь Принцесса Фирузе Вокшури.
Её отец — Хамид Вокшури, который живёт в Тегеране.

## Дети
У неё три дочери от её бывшего мужа:
- Принцесса Ясмин {родилась 30 июня 1975}
- Принцесса Сара (Родилась 12 августа, 1978)
- Принцесса Нур (родилась 6 октября 1982)

## Карьера
Принцесса была атташе иорданского посольства в Мадриде с 1992 года.